# Nel Waller Zeper
Cornelia Elisabeth (Nel) Waller Zeper (Haarlem, 14 oktober 1934) is een Nederlands graficus en tekenaar.

## Leven en werk
Waller Zeper studeerde aan het Instituut voor Kunstnijverheidsonderwijs in Amsterdam (1951-1955) als leerling van Johan van Zweden,  Ap Sok en Lex Metz. Ze trok naar het buitenland en vervolgde haar opleiding aan de Koninklijke Academie voor Schone Kunsten van Antwerpen (1955-1956), de École nationale supérieure des beaux-arts (1956-1957) in Parijs en de Académie de la Grande Chaumière eveneens in Parijs (1957). Na haar terugkomst trouwde ze in 1961 met de dichter Frans Obers (1924-1968). Uit dit huwelijk werden twee zonen geboren. Ze woonden een aantal jaren in de Pyreneeën en vanaf 1964 in Amsterdam. In 1967 ging het echtpaar uit elkaar.
Waller Zeper maakte met name droge-naaldprenten en tekeningen met Oost-Indische inkt, aquarel, krijt of houtskool, met mensen, planten en dieren als onderwerp. Ze illustreerde onder meer artikelen van haar man en in 1990 de dichtbundel Sporadisch van Carla Dura.
Waller Zeper sloot zich aan bij onder andere De Brug, De Onafhankelijken, de Gooische Schildersvereniging en het Vrouwen Kunst Kollektief. Ze exposeerde meerdere malen, onder meer met De Brug bij het Stedelijk Museum Amsterdam.